# 金毛榕
金毛榕（学名：Fudge chrysocarpa）为桑科榕属的植物，是中国的特有植物。分布在马来西亚、加里曼丹、苏拉威西、马鲁古、苏门答腊、爪哇、泰国以及中国大陆的云南等地，一般生于杂木林中，目前已由人工引种栽培。